# وزارت‌خانه‌های قوه مجریه فدرال ایالات متحده آمریکا
وزارت‌خانه‌های اجرایی دولت فدرال ایالات متحده آمریکا از جمله قدیمی‌ترین واحدهای اولیهٔ قوه مجریه دولت فدرال ایالات متحده آمریکا هستند، ادارات خارجه، جنگ، و خزانه‌داری همگی به فاصلهٔ چند هفته از یکدیگر در سال ۱۷۸۹ ایجاد شدند.
ادارات اجرایی فدرال مشابه وزارتهای رایج در نظام‌های پارلمانی یا نیمه‌ریاستی هستند و سرانشان که دبیر خوانده می‌شوند معادل وزیر هستند؛ ولی به دلیل ریاستی بودن آمریکا، این ادارات تشکیل دولت (به مفهوم پارلمانیش) نمی‌دهند، یا تحت رهبری یک رئیس دولت جدا از رئیس کشور نیستند. رؤسای ادارات فدرال کابینه ایالات متحده آمریکا را تشکیل می‌دهند و به عنوان بدنه‌ای مشورتی در اختیار رئیس‌جمهور ایالات متحده آمریکا عمل می‌کنند.

## نشان‌ها

نشان وزارت کشاورزی ایالات متحده آمریکا
نشان وزارت بازرگانی ایالات متحده آمریکا
نشان وزارت دفاع ایالات متحده آمریکا
نشان وزارت آموزش ایالات متحده آمریکا
نشان وزارت انرژی ایالات متحده آمریکا
نشان وزارت بهداشت و خدمات انسانی ایالات متحده آمریکا
نشان وزارت امنیت داخلی ایالات متحده آمریکا
نشان وزارت مسکن و توسعه شهری ایالات متحده آمریکا
نشان وزارت کشور ایالات متحده آمریکا
نشان وزارت دادگستری ایالات متحده آمریکا
نشان وزارت کار ایالات متحده آمریکا
نشان وزارت امور خارجه ایالات متحده آمریکا
نشان وزارت ترابری ایالات متحده آمریکا
نشان وزارت خزانه‌داری ایالات متحده آمریکا
نشان وزارت امور کهنه سربازان ایالات متحده آمریکا